# Heinrich Gottlob von Braun
Heinrich Gottlob von Braun (* 25. Oktober 1717 (auch: 1714) in Giersleben; † 24. Dezember 1798 in Berlin) war ein preußischer General der Infanterie.

## Leben

### Herkunft
Er war der Sohn von Adam Friedrich von Braun (* 24. Dezember 1661 in Voigtstedt; † 7. Dezember 1739), Herr auf Giersleben und anhaltinisch-köthener Amtshauptmann, und dessen zweiter Ehefrau Eleonore Sophie, geborene von Polenz aus dem Hause Ziegra (* 13. Juni 1681). Sein Stiefbruder August Wilhelm von Braun (1701–1770) wurde ebenfalls preußischer General.

### Militärkarriere
Er kam 1732 als Page an den Hof des Fürsten von Anhalt-Köthen. 1734 ging Braun als Fähnrich in ein neu errichtetes Anhalt’schen Bataillon, welches der Reichsarmee zugeordnet war. Mit ihm nahm er am Rheinfeldzug teil. Im Mai 1735 trat er in preußische Dienst über und wurde als Fähnrich im Regiment zu Fuß „Leopold von Anhalt-Dessau“ angestellt. Dort wurde er am 17. September 1738 zum Sekondeleutnant.
Mit dem Grenadierbataillon „von Bolstern“ kämpfte Braun im Ersten Schlesischen Krieg beim Sturm auf Glogau sowie in der Schlacht bei Mollwitz und wurde am 24. Mai 1742 zum Premierleutnant befördert. Während des Zweiten Schlesischen Krieges nahm er an der Belagerung von Prag und der Schlacht bei Kesselsdorf teil. Am 22. Dezember 1745 zum Stabskapitän befördert, stieg Braun bereits am 19. Januar 1746 zum Kapitän und Kompaniechef auf. Im Siebenjährigen Krieg erhielt er für seine Leistungen in der Schlacht bei Lobositz, in der er am Arm verwundet wurde, den Orden Pour le Mérite. Bei Breslau erlitt Braun erneut eine Verwundung, wurde am 11. Januar 1758 zum Major ernannt und kämpfte im selben Jahr bei Zorndorf. Nach dem Friedensschluss folgte am 27. Mai 1765 seine Beförderung zum Oberstleutnant und als Oberst wurde Braun schließlich am 20. September 1767 zum Kommandeur des Infanterieregiments „von Stojentin“ ernannt.
Am 18. Dezember 1774 erhielt er von König Friedrich II. als Chef das Infanterieregiment „Graf von Lottum“. Am 11. Januar 1777 wurde er zum Generalmajor ernannt und zeitgleich am 3. Juni 1781 auch Kommandant von Berlin. Am 20. Mai 1784 zum Generalleutnant befördert, wurde Braun einen Tag später zum Ritter des Schwarzen Adlerordens geschlagen. Nach dem Tod von Friedrich dem Großen wurde ihm die Ehre zuteil, in dessen Leichenzug die Zipfel des Leichentuchs zu tragen. Am 1. Januar 1794 wurde er zum General der Infanterie ernannt. Unter Beibehaltung seiner Kommandantenstelle dimittierte Braun am 29. Dezember 1794 mit einer jährlichen Pension von 2000 Talern.
Nach seinem Tod 1798 wurde er im Gouverneursgewölbe des Garnisonsfriedhofs bestattet. Sein Name finden sich auch auf den Ehrentafeln des Reiterstandbilds Friedrichs des Großen Unter den Linden.

### Familie
Braun heiratet 1748 Louise von Bornstedt (* 5. Juli 1728). Aus der Ehe gingen folgende Kinder hervor:
- Ludwig Christoph Gustav (* 21. Juli 1750 in Stendal; † 6. Februar 1833), preußischer Major ⚭ Friederike von Wüsthoff (* 25. November 1770; † 26. November 1841)
- Philippine Henriette Dorothea (* 1. Juli 1765; † 1. August 1834)

⚭ Ludwig Wilhelm August von Gerlach (1751–1809), preußischer Kammergerichtsrat, geschieden am 27. November 1788
⚭ Paul Wilhelm Baron von Wilczeck, Herr auf Chudow in Oberschlesien, Kanonikus zu Magdeburg, geschieden
⚭ Karl Friedrich August von Gontard, preußischer Major